# Гаярине
Гаярине, Ґаярине (італ. Gaiarine, вен. Gaiarine) — муніципалітет в Італії, у регіоні Венето, провінція Тревізо.
Гаярине розташоване на відстані близько 450 км на північ від Рима, 55 км на північ від Венеції, 31 км на північний схід від Тревізо.
Населення — 6122 особи (2014).
Покровитель — San Tomaso.

## Демографія
Населення за роками:

Станом на 1 січня 2023 року в муніципалітеті офіційно проживали 662 іноземці з 40 країн, серед них 279 громадян країн Євросоюзу та 17 громадян України.

## Сусідні муніципалітети
- Бруньєра
- Кодоньє
- Кордіньяно
- Фонтанелле
- Годега-ді-Сант'Урбано
- Мансуе
- Орсаго
- Портобуффоле
- Сачиле